# Lares (Lares)
Lares es un barrio-pueblo ubicado en el municipio de Lares en el estado libre asociado de Puerto Rico. En el Censo de 2010 tenía una población de 2690 habitantes y una densidad poblacional de 1.781,5 personas por km².

## Geografía
Lares se encuentra ubicado en las coordenadas 18°17′46″N 66°52′53″O / 18.29611, -66.88139. Según la Oficina del Censo de los Estados Unidos, Lares tiene una superficie total de 1,51 km², que corresponden a tierra firme.

## Demografía
Según el censo de 2010, había 2690 personas residiendo en Lares. La densidad de población era de 1.781,5 hab./km². De los 2690 habitantes, Lares estaba compuesto por el 90,37% blancos, el 2,71% eran afroamericanos, el 0,26% eran amerindios, el 0,07% eran asiáticos, el 0,07% eran isleños del Pacífico, el 5,24% eran de otras razas y el 1,26% pertenecían a dos o más razas. Del total de la población el 99,48% eran hispanos o latinos de cualquier raza.